# 小行星5954
小行星5954（5954 Epikouros）是一颗绕太阳运转的小行星，为主小行星带小行星。该小行星于1987年8月发现。

## 轨道参数
小行星5954的轨道半长轴为2.4486876 UA，离心率为0.17。